# Khổng Cấp
Khổng Cấp (tiếng Trung: 孔伋; bính âm: Kong Ji; 483 TCN – 402 TCN), tự Tử Tư (子思), tôn xưng Tử Tư Tử (tiếng Trung: 子思子; bính âm: Zisizi), hiệu Thuật thánh (tiếng Trung: 述聖), người nước Lỗ thời Xuân thu, là nhà tư tưởng Trung Hoa cổ đại, một trong những tiên hiền của Nho giáo.

## Cuộc đời
Tử Tư là con trai của Khổng Lý, là cháu đích tôn của Khổng Tử. Thời trẻ, Tử Tư được ông nội dạy vỡ lòng. Khổng Tùng Tử chép: Khổng Tử nhàn cư khi về già, thường bùi ngùi thở dài. Tử Tư hỏi: [Ngài] lo con cháu không tu dưỡng, làm tổ tiên thấy thẹn chăng? Thấy đạo của Nghiêu, Thuấn bị vứt bỏ, hận không làm gì được chăng? Khổng Tử hỏi lại: Ngươi là một đứa trẻ, sao hiểu được chí của ta? Tử Tư liền nói: Cấp khi dùng bữa, thường nghe Phu tử dạy bảo: Cha bổ củi mà con không giữ chính là bất tiếu. Cấp mỗi lần nhớ lại điều này, thường lo lắng không thôi. Khổng Tử cười nói: Như thế, ta không còn phải lo nữa rồi.
Tử Tư theo học Tăng Sâm, từng nhiều lần cự tuyệt vua Lỗ mời xuất sĩ, nhưng từng làm thầy của Lỗ Mục công. Tử Tư là thầy của Mạnh Kha. Sau khi Khổng Tử qua đời, Nho gia phân tán. Bộ phận Nho gia theo trường phái tư tưởng của Tử Tư (子思之儒; Tử Tư chi nho) được Hàn Phi xếp hàng thứ hai trong Bát Nho. Tuân Khanh coi tư tưởng của Tử Tư và Mạnh Tử có sự thống nhất, gọi chung là Tư Mạnh (思孟). Đời sau gọi là học phái Tư Mạnh.

## Tác phẩm
Tương truyền, Tử Tư là tác giả của sách Trung dung, là một trong Tứ thư. Quan điểm này được Tư Mã Thiên thời Tây Hán, Trịnh Huyền thời Đông Hán, Lục Đức Minh, Khổng Dĩnh Đạt thời Đường, Trình Di, Trình Hạo, Chu Hi thời Tống, Hồ Thích thời Dân quốc ủng hộ.
Mặt khác, Tử Tư có 23 thiên tác phẩm, được tập hợp thành sách Tử Tư Tử, nhưng đã thất lạc.

## Truy tôn
Thời Tống Huy Tông, Khổng Cấp được truy tôn tước Nghi Thủy hầu (沂水侯). Thời Nguyên Văn Tông, truy phong Nghi Quốc Thuật Thánh công (沂國述聖公). Minh Thế Tông truy phong Thuật Thánh công (述聖公). Do đó, người đời sau gọi Khổng Cấp là Thuật thánh, cùng Phục thánh Nhan Hồi, Tông thánh Tăng Sâm, Á thánh Mạnh Kha xưng Tứ thánh. Ở Việt Nam, Tứ thánh trở thành Tứ phối, được tạc tượng thờ phụng trong Văn miếu.
Do Khổng Cấp là tổ tiên của Diễn Thánh công, nên các triều đại không đặt người thờ tự riêng cho Thuật Thánh công, mà giao cho con thứ đảm nhiệm. Trong trường hợp Diễn Thánh công là con độc nhất thì một người thừa tự cả hai công.